# Nacerdochroa plustschevskyi
Nacerdochroa plustschevskyi is een keversoort uit de familie schijnboktorren (Oedemeridae). De wetenschappelijke naam van de soort is voor het eerst geldig gepubliceerd in 1893 door Reitter.